# Garça Atlético Clube
O Garça Atlético Clube é uma equipe brasileira de futebol da cidade de Garça, interior do estado de São Paulo. Sua fundação ocorreu em  07 de abril de 2008. A cor principal de seu uniforme é azul e branco. Sua sede  está localizada na Rua Maria Isabel, 389 – No Bairro Labienópolis. 

## História
Fez sua estreia profissional na São Paulo Cup de Futebol de 2019, ficando em 3° colocado na competição.

## Títulos
Taça Paulista de Futebol - Sub 19: 2019